# Dímero de pirimidina
Dímero de pirimidina é um composto orgânico formado por duas bases pirimidínicas sucessivas ou espacialmente próximas numa seqüência de DNA, unidas por uma ligação covalente. É um composto relativamente estável, resistente a ação de agentes químicos e enzimas. Sua formação está condicionada a agentes externos, e portanto é considerado um dano ao material genético, e sua presença pode impedir o processo de replicação do DNA, causando morte celular.
Os dímeros de pirimidina são formados principalmente mediante a ação de radiação ionizante. A radiação promove a quebra das ligações entre as pirimidinas e as purinas na fita oposta e a pronta união entre as pirimidinas adjacentes, ou próximas entre si por ocasião de uma dobra na cadeia. A estabilidade desta nova ligação faz com que as duas fitas do DNA percam permanentemente o contato entre si nos pontos onde os dímeros são formados, prejudicando a codificação de RNA e comprometendo as funções da célula ainda em intérfase. No momento da replicação celular, a enzima DNA-Polimerase é a responsável pelo reconhecimento e correção de danos nas fitas de DNA, bem como pela sua separação e síntese de novas fitas. No entanto, esta enzima é incapaz de corrigir os dímeros de pirimidina, bem como de reconhecer estas bases pirimidínicas no momento da separação das fitas e da polimerização de novas fitas, virtualmente paralisando todo o processo de replicação de maneira irreversível. O DNA então se torna inoperante, causando a morte celular.